# Walter Goetz
Walter Wilhelm Goetz (Lipsia, 11 novembre 1867 – Adelholzen, 30 ottobre 1958) è stato uno storico tedesco.
Docente all'università di Strasburgo dal 1915 al 1933, fu deputato democratico al Reichstag dal 1920 al 1928. Sotto la sua direzione uscì la prima edizione dei Propilei-Storia mondiale (1929-1933).